# Aaron Stanford
Aaron Stanford (Westford, 27 dicembre 1976) è un attore statunitense.

## Biografia
Nato nel Massachusetts, la madre è una professoressa di inglese, mentre il padre lavora nell'editoria. Studia alla Rutgers University dove si laurea nel 2000 con magna cum laude.
Il suo debutto avviene nel 2001 partecipando ad alcuni episodi della serie televisiva Squadra emergenza. Il 2002 è l'anno del suo debutto cinematografico come protagonista del film Tadpole - Un giovane seduttore a New York, nello stesso anno ottiene un piccolo ruolo in Hollywood Ending di Woody Allen e recita in La 25ª ora di Spike Lee.
Nel 2003 ottiene il ruolo di Pyro, mutante con la capacità di controllare e manipolare il fuoco in X-Men 2 di Bryan Singer, ruolo che ricopre anche in X-Men - Conflitto finale del 2006 di Brett Ratner. Sempre nel 2006 lavora nel cast del film horror Le colline hanno gli occhi.
Dal 2010 fa parte del cast della serie televisiva Nikita, nel ruolo di Birkhoff, ricoprendo la parte fino al 2013. A partire dal 2015 ricopre il ruolo di James Cole, protagonista della serie televisiva della Syfy L'esercito delle 12 scimmie, tratta dall'omonimo film, interpretando il ruolo fino alla fine della serie nel 2018. Nel 2024, dopo diciotto anni, torna a riprendere il ruolo di Pyro nel trentaquattresimo film del Marvel Cinematic Universe Deadpool & Wolverine, diretto da Shawn Levy.

## Filmografia

### Cinema
- La 25ª ora (25th Hour), regia di Spike Lee (2002)
- Hollywood Ending, regia di Woody Allen (2002)
- Tadpole - Un giovane seduttore a New York (Tadpole), regia di Gary Winick (2002)
- X-Men 2 (X2), regia di Bryan Singer (2003)
- Rick, regia di Curtiss Clayton (2003)
- Winter Solstice, regia di Josh Sternfeld (2004)
- Spartan, regia di David Mamet (2004)
- Runaway, regia di Tim McCann (2005)
- Standing Still, regia di Matthew Cole Weiss (2005)
- X-Men - Conflitto finale (X-Men: The Last Stand), regia di Brett Ratner (2006)
- Le colline hanno gli occhi (The Hills Have Eyes), regia di Alexandre Aja (2006)
- Live Free or Die, regia di Gregg Kavet e Andy Robin (2006)
- The Cake Eaters - Le vie dell'amore (The Cake Eaters), regia di Mary Stuart Masterson (2007)
- Flakes, regia di Michael Lehmann 2007)
- How I Got Lost, regia di Joe Leonard (2009)
- Holy Money, regia di Maxime Alexandre (2009)
- We've Forgotten More Than We Ever Knew, regia di Thomas Woodrow (2016)
- Clinical, regia di Alistair Legrand (2017)
- Furthest Witness, regia di Adam Del Giudice (2017)
- Horse Girl, regia di Jeff Baena (2020)
- Finestkind, regia di Brian Helgeland (2023)
- Deadpool & Wolverine, regia di Shawn Levy (2024)

### Televisione
- Squadra emergenza (Third Watch) – serie TV, 5 episodi (2001-2002)
- Traveler – serie TV, 8 episodi (2007)
- Numb3rs – serie TV, episodio 4x02 (2007)
- Fear Itself – serie TV, episodio 1x11 (2008)
- Mad Men – serie TV, episodio 3x04 (2009)
- Law & Order: Criminal Intent – serie TV, episodio 8x13 (2009)
- Nikita – serie TV, 64 episodi (2010-2013)
- L'esercito delle 12 scimmie (12 Monkeys) – serie TV, 47 episodi (2015-2018)
- Comedy Bang! Bang! – serie TV, episodi 5x03-5x11 (2016)
- Fear the Walking Dead – serie TV, 6 episodi (2018)
- Perry Mason – serie TV, 4 episodi (2020)
- Westworld - Dove tutto è concesso (Westworld) – serie TV, episodi 4x01-4x02-4x08 (2022)
- Star Trek: Picard – serie TV, episodio 3x02 (2023)

## Doppiatori italiani
Nelle versioni in italiano delle opere in cui ha recitato, Aaron Stanford è stato doppiato da:
- Emiliano Coltorti in Tadpole - Un giovane seduttore a New York, X-Men 2, X-Men - Conflitto finale, Nikita, L'esercito delle 12 scimmie, Deadpool & Wolverine
- Francesco Pezzulli in Le colline hanno gli occhi, Fear Itself
- Nanni Baldini in La 25ª ora
- Fabrizio De Flaviis in Numb3rs
- Gabriele Marchingiglio in Law & Order: Criminal Intent
- Giorgio Borghetti in Mad Men
- Alessandro Quarta in Clinical
- Daniele Raffaeli in Fear the Walking Dead
- Davide Perino in FBI: Most Wanted
- Stefano Sperduti in Westworld - Dove tutto è concesso
- Dodo Versino in Tracker
- Alessandro Budroni in Criminal Minds: Evolution